# Dignathe
Dignathe é um género botânico pertencente à família das orquídeas (Orchidaceae).